# Thank You, Pain
«Thank You, Pain» es una canción y sencillo de la banda de deathcore y death metal melódico canadiense The Agonist. La canción forma parte de su segundo álbum de estudio, Lullabies for the Dormant Mind, lanzado en 2009, y fue lanzada como tercer sencillo el 13 de septiembre de 2009. 
También la canción se encuentra disponible como descarga digital en los sitios web Amazon y iTunes.

## Video musical
El video se centra principalmente en un procedimiento judicial contra una persona, debido a que durante el video aparecen imágenes con nombres tales como "Testimony", "Rebuttal", etc.
El video musical comienza con una imagen con letras de estilo antiguo que reza "The Judge" (en español: El jurado), luego aparece la vocalista Alissa White-Gluz cantando en un palacio de justicia sobre un escritorio y los miembros restantes tocando sus instrumentos. Posteriormente aparece nuevamente una imagen que dice "The Accused" (en español: El acusado) y aparece la cantante bajando una escalera vestida con ropa de estilo antiguo y luego sobre el escritorio nuevamente, donde lanza un libro (presumiblemente de leyes) por los aires. 
Nuevamente aparecen unas imágenes que rezan "Prosecution"  y "Testimony" (en español: Persecución y Testimonio) mientras The Agonist continúa interpretando la canción. Luego aparece una imagen con la palabra "Rebuttal" (en español: Refutación), y Alissa White-Gluz comienza a cantar con voz gutural y cuando aparece una con el nombre "Objetion" (en español: Objeción) vuelve a cantar con voz melódica. 
Cerca del final del video se ve un primer plano del guitarrista Danny Marino realizando un complejo solo de guitarra y termina con la cantante dejando caer un pañuelo y una imagen que reza "The veredict is..." (en español: El veredicto es...).

## Lista de canciones
Toda la música compuesta por The Agonist. 
| Lanzamiento promocional |        |          |  |
| N.º                     | Título | Duración |  |

## Personal
- Alissa White-Gluz – voz
- Danny Marino – guitarra
- Chris Kells – bajo y coros
- Simon McKay – batería